# Notte di peccato
Notte di peccato (A Lady to Love) è un film drammatico del 1930 diretto da Victor Sjöström.
La sceneggiatura di Sidney Howard è tratta da un suo lavoro teatrale,They Knew What They Wanted, che aveva debuttato a Broadway il 24 novembre 1924 e che, l'anno seguente, aveva fatto vincere a Howard il Premio Pulitzer. La commedia, nel corso degli anni, fu adattata diverse volte per lo schermo, in versione muta e in versione sonora.

## Trama
In California, Tony, un prospero vignaiolo italiano della Napa Valley, è - per corrispondenza - alla ricerca di una moglie. Per attirare le candidate, manda la foto di Buck, uno dei suoi lavoranti, spacciandola come se fosse la sua. Lena, una cameriera di San Francisco, accetta l'offerta ma resta delusa dopo aver scoperto che il marito non è il bel ragazzo della foto, ma un uomo dall'aspetto molto meno romantico. Il matrimonio però, non solo le darà sicurezza economica e una bella casa, ma la porterà ad affezionarsi al marito dopo che Buck avrà cercato di portarla via da lui.

## Produzione
Il film fu prodotto dalla Metro-Goldwyn-Mayer (MGM).

## Distribuzione
Il copyright del film, richiesto dalla Metro-Goldwyn-Mayer Distributing Corp., fu registrato il 10 marzo 1930 con il numero LP1138.
Distribuito dalla Metro-Goldwyn-Mayer (MGM), il film uscì nelle sale cinematografiche USA l'8 marzo dopo una prima a New York il 28 febbraio 1930.